# São Vicente (freguesia)
São Vicente est une freguesia (paroisse civile) portugaise située dans la commune (concelho) homonyme, dans la région autonome de Madère.
Avec une superficie de 43,70 kilomètres carrés et une population de 3 336 habitants (2001), la paroisse possède une densité de 76,3 habitants par kilomètre carré.